# Талицький міський округ
Та́лицький міський округ (рос. Талицкий городской округ) — адміністративна одиниця Свердловської області Російської Федерації.
Адміністративний центр — місто Талиця.

## Населення
Населення міського округу становить 43634 особи (2018; 47309 у 2010, 55675 у 2002).

## Склад
До складу міського округу входять 95 населених пунктів, які утворюють 19 територіальних відділів адміністрації:
| Населений пункт                          | Населення, осіб (2002) | Населення, осіб (2010) |
| ---------------------------------------- | ---------------------- | ---------------------- |
| Басмановський територіальний відділ      |                        |                        |
| Басмановське, село                       | 885                    | 738                    |
| Гомзикова, присілок                      | 57                     | 44                     |
| Піджакова, присілок                      | 30                     | 15                     |
| Буткинський територіальний відділ        |                        |                        |
| Берегова, присілок                       | 175                    | 125                    |
| Боровський, селище                       | 270                    | 179                    |
| Бутка, село                              | 3569                   | 3077                   |
| Непеїна, присілок                        | 124                    | 99                     |
| Віхляєвський територіальний відділ       |                        |                        |
| Віхляєва, присілок                       | 536                    | 393                    |
| Красногорка, присілок                    | 145                    | 123                    |
| Нова Деревня, присілок                   | 194                    | 131                    |
| Новодеревенський, селище                 | 0                      | 2                      |
| Упорова, присілок                        | 149                    | 99                     |
| Внов-Юрмитський територіальний відділ    |                        |                        |
| Борова, присілок                         | 69                     | 55                     |
| Бубенщикова, присілок                    | 133                    | 35                     |
| Внов-Юрмитське, село                     | 910                    | 783                    |
| Зарічна, присілок                        | 187                    | 151                    |
| Кокуй, присілок                          | 164                    | 137                    |
| Сіркова, присілок                        | 86                     | 48                     |
| Горбуновський територіальний відділ      |                        |                        |
| Біла Єлань, присілок                     | 660                    | 683                    |
| Горбуновське, село                       | 736                    | 641                    |
| Зотіна, присілок                         | 0                      | 0                      |
| Лугова, присілок                         | 296                    | 285                    |
| Первунова, присілок                      | 37                     | 48                     |
| Єланський територіальний відділ          |                        |                        |
| Антонова, присілок                       | 128                    | 112                    |
| Єлань, село                              | 803                    | 622                    |
| Журавльова, присілок                     | 91                     | 75                     |
| Істоур, присілок                         | 111                    | 69                     |
| Неупокоєва, присілок                     | 57                     | 33                     |
| Зав'яловський територіальний відділ      |                        |                        |
| Вахова, присілок                         | 19                     | 24                     |
| Велика Єфремова, присілок                | 90                     | 0                      |
| Зав'яловське, село                       | 581                    | 420                    |
| Хомутиніна, присілок                     | 43                     | 26                     |
| Шевельова, присілок                      | 31                     | 23                     |
| Козаковський територіальний відділ       |                        |                        |
| Горскіно, село                           | 338                    | 237                    |
| Козаковське, село                        | 667                    | 533                    |
| Кузнецовський територіальний відділ      |                        |                        |
| Балаїр, село                             | 224                    | 155                    |
| Борзикова, присілок                      | 76                     | 47                     |
| Верхній Талман, присілок                 | 160                    | 134                    |
| Верхня Плеханова, присілок               | 0                      | 0                      |
| Зирянка, присілок                        | 165                    | 146                    |
| Зобніна, присілок                        | 163                    | 101                    |
| Кузнецовський, селище                    | 912                    | 745                    |
| Куяровський територіальний відділ        |                        |                        |
| Бор, присілок                            | 245                    | 237                    |
| Зарічна, село                            | 63                     | 43                     |
| Заселина, присілок                       | 32                     | 33                     |
| Куяровське, село                         | 315                    | 202                    |
| Ососкова, присілок                       | 61                     | 58                     |
| Пульниково, селище                       | 0                      | 0                      |
| Темна, присілок                          | 147                    | 107                    |
| Яр, село                                 | 954                    | 914                    |
| Мохіревський територіальний відділ       |                        |                        |
| Біляковське, село                        | 366                    | 283                    |
| Грозина, присілок                        | 94                     | 88                     |
| Мохірева, присілок                       | 384                    | 370                    |
| Ретіна, присілок                         | 60                     | 50                     |
| Річкина, присілок                        | 58                     | 35                     |
| Тарасова, присілок                       | 93                     | 60                     |
| Нижньо-Катарацький територіальний відділ |                        |                        |
| Катарач, село                            | 326                    | 214                    |
| Нижній Катарач, присілок                 | 575                    | 412                    |
| Пеньки, село                             | 251                    | 169                    |
| Поротникова, присілок                    | 73                     | 47                     |
| Середній Катарач, присілок               | 62                     | 69                     |
| Чернова, присілок                        | 113                    | 58                     |
| Пановський територіальний відділ         |                        |                        |
| Білоносова, присілок                     | 0                      | 2                      |
| Івановка, присілок                       | 26                     | 12                     |
| Калачики, присілок                       | 110                    | 88                     |
| Мала Єфремова, присілок                  | 0                      | 0                      |
| Москвінське, село                        | 81                     | 35                     |
| Панова, присілок                         | 531                    | 410                    |
| Черемухово, присілок                     | 130                    | 73                     |
| Піонерський територіальний відділ        |                        |                        |
| Медведкова, присілок                     | 13                     | 12                     |
| Піонерський, селище                      | 1671                   | 1605                   |
| Сосновка, селище                         | 269                    | 223                    |
| Сугат, присілок                          | 335                    | 303                    |
| Чупіна, присілок                         | 304                    | 262                    |
| Смолинський територіальний відділ        |                        |                        |
| Буткінське Озеро, присілок               | 274                    | 168                    |
| Зарубина, присілок                       | 307                    | 191                    |
| Смолинське, село                         | 736                    | 554                    |
| Талицький територіальний відділ          |                        |                        |
| Заводський, селище                       | 64                     | 43                     |
| Мака, селище                             | 147                    | 107                    |
| Талиця, місто                            | 18860                  | 16225                  |
| Трьохозерський територіальний відділ     |                        |                        |
| Калиновка, присілок                      | 180                    | 106                    |
| Нова, присілок                           | 219                    | 141                    |
| Трьохозерна, присілок                    | 502                    | 360                    |
| Троїцький територіальний відділ          |                        |                        |
| Троїцький, селище                        | 11266                  | 10467                  |
| Чупінський територіальний відділ         |                        |                        |
| Васеніна, присілок                       | 25                     | 20                     |
| Заборська, присілок                      | 0                      | 0                      |
| Комсомольський, селище                   | 838                    | 717                    |
| Маркова, присілок                        | 99                     | 74                     |
| Одіна, присілок                          | 26                     | 15                     |
| Октябрський, селище                      | 4                      | 4                      |
| Первухина, присілок                      | 266                    | 203                    |
| Погорілка, присілок                      | 14                     | 6                      |
| Притикина, присілок                      | 0                      | 0                      |
| Уєцьке, село                             | 35                     | 19                     |
| Чупіно, селище                           | 0                      | 11                     |

## Найбільші населені пункти
| № | Населений пункт | Населення, осіб (2002) | Населення, осіб (2010) |
| - | --------------- | ---------------------- | ---------------------- |
| 1 | Талиця          | 18 860                 | 16 225                 |
| 2 | Троїцький       | 11 266                 | 10 467                 |
| 3 | Бутка           | 3 569                  | 3 077                  |
| 4 | Піонерський     | 1 671                  | 1 605                  |